# Imitación cognitiva
La imitación cognitiva es una forma de aprendizaje social y un subtipo de imitación. La imitación cognitiva se contrapone a la motora y a la vocal u oral. Como todas las formas de imitación, la imitación cognitiva implica aprender y copiar reglas o respuestas específicas realizadas por otra persona. La principal diferencia entre la imitación motora y la cognitiva es el tipo de regla (y estímulo) que aprende y copia el observador. Así, mientras que en el experimento típico de aprendizaje por imitación los sujetos deben copiar acciones novedosas sobre objetos o secuencias novedosas de acciones específicas (imitación motora novedosa), en un paradigma de imitación cognitiva novedosa los sujetos tienen que copiar reglas novedosas, independientemente de acciones o patrones de movimiento específicos.
El siguiente ejemplo ilustra la diferencia entre la imitación cognitiva y la imitación motor-espacial: Imaginemos que alguien se asoma al hombro de otra persona y le roba la contraseña de su cajero automático. Como en todas las formas de imitación, el individuo aprende y reproduce con éxito la secuencia observada. El observador de nuestro ejemplo, como la mayoría de nosotros, presumiblemente sabe cómo funciona un cajero automático (es decir, que hay que pulsar X número de botones de la pantalla del cajero en una secuencia específica), por lo que las respuestas motoras específicas de tocar la pantalla no es lo que el ladrón está aprendiendo. En su lugar, el ladrón podría aprender dos tipos de reglas abstractas. Por un lado, el ladrón puede aprender una regla espacial: tocar el elemento de arriba a la derecha, seguido del de arriba a la izquierda, luego el del centro de la pantalla y, por último, el de abajo a la derecha. Este sería un ejemplo de imitación motor-espacial porque la respuesta del ladrón está guiada por una regla motor-espacial abstracta. Por otro lado, el ladrón podría ignorar el patrón espacial de las respuestas observadas y centrarse en los objetos concretos que ha tocado, generando una regla numérica abstracta, independientemente de dónde se encuentren en el espacio: 3-1-5-9. Esto constituiría un ejemplo de imitación cognitiva. Esto constituiría un ejemplo de imitación cognitiva porque los individuos están copiando una regla abstracta en serie sin copiar respuestas motoras específicas. En este ejemplo, las respuestas del ladrón coinciden con las que observó sólo porque los números están en la misma ubicación. Si los números estuvieran en una ubicación diferente -es decir, si los números del teclado del cajero automático estuvieran desordenados con cada intento de introducir una contraseña- el ladrón reproduciría, no obstante, la contraseña objetivo porque aprendió una regla serial cognitiva (es decir, abstracta, específica de un elemento), en lugar de una regla espacial (es decir, un patrón motor-espacial observable).

## En los monos rhesus
El término "imitación cognitiva" fue introducido por primera vez por Subiaul y sus colegas (Subiaul, Cantlon, et al., 2004), que lo definieron como "un tipo de aprendizaje observacional en el que un alumno ingenuo copia el uso de una regla por parte de un experto". Para aislar la imitación cognitiva de la motora, Subiaul y sus colegas entrenaron a dos macacos rhesus para que respondieran, en un orden prescrito, a diferentes conjuntos de fotografías que se mostraban simultáneamente en un monitor táctil. Como la posición de las fotografías variaba aleatoriamente de un ensayo a otro, las secuencias no podían aprenderse por imitación motora. Ambos monos aprendieron nuevas secuencias más rápidamente tras observar a un experto ejecutarlas que cuando tuvieron que aprender nuevas secuencias totalmente por ensayo y error. Un mircroanálisis del rendimiento de cada mono mostró que cada uno de ellos aprendía el orden de dos de las cuatro fotografías más rápidamente que los niveles de referencia. Un segundo experimento descartó la facilitación social como explicación de este resultado. Sin embargo, un tercer experimento demostró que los monos no aprendían cuando el ordenador resaltaba cada fotografía en la secuencia correcta en ausencia de un mono ("control fantasma").

## Disociación de la imitación cognitiva y la imitación motor-espacial
Subiaul y sus colegas, utilizando dos tareas informatizadas que miden el aprendizaje de dos reglas abstractas: reglas cognitivas basadas en ítems (por ejemplo, manzana-niño-gato;) y reglas motor-espaciales (por ejemplo, arriba-abajo-derecha) han demostrado que existen importantes disociaciones entre la imitación de estos dos tipos de reglas. En concreto, los resultados han demostrado que, mientras que los niños de 3 años imitan con éxito las reglas específicas de un elemento (es decir, imitación cognitiva), estos mismos niños de 3 años no logran imitar las reglas motor-espaciales (es decir, imitación motor-espacial). Esta disociación no se debe a que haya algo inherentemente más difícil en el aprendizaje de las reglas espaciales que en el de las cognitivas. Estudios de seguimiento han demostrado que los niños de 3 años aprenden fácilmente nuevas reglas espaciales por ensayo y error, recordando correctamente dichas reglas tras un retraso de 30 segundos, (Exp. 2). Este resultado excluye la posibilidad de que los problemas de imitación motor-espacial de los niños de 3 años se deban a la dificultad para aprender (es decir, codificar y recordar) nuevas reglas espaciales en general. En otro estudio, niños de 3 años observaron cómo un modelo tocaba correctamente el primer elemento de la secuencia (por ejemplo, arriba a la derecha), pero luego se saltaba el elemento central (por ejemplo, el dibujo de arriba a la izquierda) y, en su lugar, tocaba el último elemento de la secuencia (por ejemplo, el dibujo de abajo a la izquierda), lo que provocaba un error, marcado como involuntario por el modelo, que decía: "¡Vaya! Eso no está bien". Se trata de una condición de aprendizaje de emulación de objetivos, ya que el niño tenía que copiar el objetivo previsto del modelo (arriba a la derecha, abajo a la izquierda, arriba a la izquierda), en lugar de la respuesta observada (incorrecta) (arriba a la derecha, arriba a la izquierda), similar al paradigma de "recreación" de Meltzoff. El éxito de los niños de 3 años en la condición de emulación de objetivos excluye la posibilidad de que el problema de imitación motor-espacial de los niños de 3 años se deba a la dificultad para aprender indirectamente (es decir, por falta de interés, falta de atención, problemas para inferir objetivos, etc.) una nueva regla espacial a partir de un modelo. El éxito de los niños en la condición de emulación de metas muestra que el aprendizaje social puede lograrse mediante razonamiento social (inferir metas) e inferencias causales (detección de errores), independientemente de cualquier mecanismo de aprendizaje por imitación específico del dominio.
Para explorar más a fondo esta disociación entre la imitación cognitiva y la imitación motor-espacial, Subiaul y sus colegas llevaron a cabo un estudio transversal a gran escala, dentro de un mismo sujeto, con preescolares (2-6 años) utilizando las mismas dos tareas: cognitiva (específica de un ítem) y motor-espacial (específica del espacio). Los resultados mostraron que el rendimiento de imitación cognitiva de los niños no predecía su aprendizaje de imitación motor-espacial, y viceversa. Es importante destacar que, aunque la edad predijo una mejora en el rendimiento de la imitación cognitiva y motor-espacial, la capacidad de los niños para aprender individualmente cada tipo de regla mediante ensayo y error no predijo su capacidad para imitar esas mismas reglas.
Subiaul y sus colegas han argumentado que estos resultados son coherentes con la hipótesis de que el aprendizaje por imitación es específico del dominio, no general. Una advertencia crítica puede ser que la imitación de reglas y respuestas NOVELAS es específica del dominio, mientras que la imitación de respuestas FAMILIARES es probable que esté mediada por mecanismos generales del dominio, no especializados, como han argumentado Heyes y otros.